# 빙점 (1990년 드라마)
《빙점》은 KBS 2TV에서 1990년 1월 3일부터 1990년 2월 22일까지 매주 수~목요일 밤 21시 50분에 방영되었던 드라마이다. 극중 서혜연 역으로 나온 김영애가 아침드라마 <일출>이 끝나자마자 주인공을 맡아 비판을 받았다.

## 소개
일본의 소설가 미우라 아야코의 동명 원작 소설을 그대로 극화한 작품이다.
딸의 죽음이 아내의 부정에서 기인한다고 생각한 남편이 살인범의 자식을 아내로 하여금 키우게 함으로써 아내에 대한 복수를 꾀하고, 이를 알게 된 아내의 딸에 대한 학대로 딸과 아내 사이엔 갈등이 일어난다. 이 속에서 인간관계의 상실 등 진정한 사랑의 모습이 무엇인가를 이야기한다.

## 등장인물
- 임동진
- 김영애 : 서혜연 역
- 정동환
- 전무송
- 손창민
- 이미연
- 선우재덕
- 박혜숙
- 임예진
- 이민우(아역) : 오빠 역
- 이재은(아역) : 동생 역